# جان نیوتون (هنرپیشه)
جان نیوتون (انگلیسی: John Newton؛ زادهٔ ۲۹ دسامبر ۱۹۶۵) یک هنرپیشه اهل ایالات متحده آمریکا است. وی از سال ۱۹۸۸ میلادی تاکنون مشغول فعالیت بوده‌است.